# Boncourt (Eure-et-Loir)
Boncourt – miejscowość i gmina we Francji, w Regionie Centralnym, w departamencie Eure-et-Loir.
Według danych na rok 1990 gminę zamieszkiwało 191 osób, a gęstość zaludnienia wynosiła 51 osób/km² (wśród 1842 gmin Regionu Centralnego Boncourt plasuje się na 948. miejscu pod względem liczby ludności, natomiast pod względem powierzchni na miejscu 1400.).